# 井上真鳳
井上 真鳳（いのうえ まこと、1973年11月8日 - ）は、東京都六本木出身の元俳優、パントマイマー、現在はテクノプロデューサー、メディアアーティスト。

## 経歴
慶応義塾大学在学中、文学座演劇研究所にて 1996年に俳優としてキャリアをスタート。 
TBSラジオの番組「OTTAVAvivace」、土日の11:00〜14:30のクラシック番組を務める。
2002年、日本マイム研究所所長 佐々木博康に師事。エチエンヌ・ドゥクルーのコーポラルマイムを中心に様々なマイム、ダンスを学ぶ。2003年より日本国内で様々な作品を発表し。その後、2010年より拠点をプラハに移し、ヨーロッパでの活動を本格的にスタートさせた。2002年〜2016年の14年間パントマイマーとして活動、数々の賞を受賞。2016年を最後に20年の舞台芸術活動を引退。現在はテクノプロデューサー・メディアアーティストとして拠点をベルリンに移し活動。

### 私生活
2009年10月28日に藤下佳乃子と結婚。2010年1月からチェコプラハ、2012年1月から沖縄在住。2014年4月に第一子を授かるが、2015年6月に離婚。

## 主な受賞歴
- 2010 Inspiration Award of Prague Fringe (Czech Republic)[1]
- 2011  Golden Medal of International Mono drama & Mime Festival (Serbia)
- Best Dance Show Award of Buxton Fringe (UK)[2]
- 2012  Best Dance Show Award of Buxton Fringe (UK)
- Golden Medal of International Mime Festival (Armenia)
- 2013  Best Mime Award of United Solo New York (US)[3]
- 2014 Golden Medal of International Mime Festival (Armenia)
- 2015 Best Performance Award of International Mime Festival in Tbilisi (Georgea)[4]

## 主な出演作品
- NHKドラマ『真夜中は別の顔』
- NHK大河ドラマ『北条時宗』 『利家とまつ』
- 映画
  - 『突入せよ! あさま山荘事件
  - 『亡国のイージス』
  - 『ゴジラ FINAL WARS』『ゴジラ FINAL WARS』ワールドプレミア・ヴァージョン
  - 『いかレスラー』
  - 『Lady Drop レディ・ドロップ』
  - 『ピカレスク 人間失格』